# Лоарн мак Эрк
Лоарн мак Эрк (Лоарн Великий; гэльск. Loarn mac Eirc, Loarn Mór; V или VI век) — легендарный король британской Дал Риады (вторая половина V или начало VI века).

## Биография

### Первичные источники
Средневековые исторические источники называют Лоарна одним из двенадцати сыновей правителя ирландской Дал Риады Эрка мак Эхдаха. Один из наиболее близких ко времени жизни Лоарна источников о Дал Риаде, написанное в IX веке «Трёхчастное житие», не упоминает его по имени, но сообщает, что во время посещения Патриком этих земель, он проклял сыновей Эрка, укравших его лошадей. В то же время, святой благословил одного из сыновей Эрка, Фергуса, к которому его братья относились без должного уважения. «Песнь скоттов» сообщает, что кроме Фергуса благословение от Патрика получили и его братья Лоарн и Энгус. В других источниках какие-либо сведения о ранних годах жизни Лоарна мак Эрка отсутствуют.
Шотландские хроники XI века «История народа Альбы» и «Песнь скоттов» сообщают о том, что три сына Эрка мак Эхдаха — Лоарн, Фергус и Энгус — со ста пятьюдесятью воинами приплыли на судах в Британию и завладели принадлежавшими пиктам землями Аргайла. Эти источники повествуют, что первыми королями британской Дал Риады были Лоарн мак Эрк, правивший десять лет, и Фергус I, правивший двадцать семь лет. Смерть Фергуса I «Анналы Тигернаха» датируют 501 годом, что позволяет отнести правление Лоарна к 464—474 годам. Позднейшие хроники сообщают другие даты правления Лоарна мак Эрка — 503—513 годы. В то же время целый ряд источников не наделяют Лоарна королевским титулом: в них перечни монархов Дал Риады начинаются с правившего три года Фергуса I. Некоторые из списков королей Альбы сообщают, что Лоарн был похоронен в монастыре Айона.
В генеалогиях, включённых в кодекс «Rawlinson B 502» и в «Лейнстерскую книгу», Лоарн мак Эрк называется родоначальником одной из двух влиятельнейших семей раннесредневековой Шотландии. Этот род, получивший по имени своего основателя название Кенел Лоарн, владел землями на территории современного графства Аргайлл. К нему принадлежали несколько дал-риадских королей и мормэры Морея. Авторы средневековых генеалогий считали Лоарна отцом двенадцати сыновей и двух дочерей. Из его сыновей наиболее известными были Фергус Салах, Муйредах и Майне, ставшие родоначальниками ветвей семьи Кенел Лоарн. Старшей дочерью Лоарна была Эрк, супруга трёх королей — Сарана мак Коэлбада, Муйредаха мак Эогайна и Фергуса Длинноголового, младшей дочерью — Бобона (или Попона), вторая жена короля Сарана.

### Современные исследования
Современные историки ставят сведения средневековых источников о Лоарне мак Эрке под сомнение. Они отмечают, что все эти источники были созданы значительно позднее описываемых в них событий, и что первые достоверные сведения о британской Дал Риаде датируются периодом не ранее середины VI века. Одновременно не исключается возможность того, что в этих источниках всё же нашли отражение некоторые реальные факты ранней истории Шотландии.
В ходе исследований свидетельства хроник о завоевании земель в Британии сыновьями Эрка мак Эхдаха были признаны историками малодостоверными. В результате археологических раскопок было установлено, что скотты проживали на территории западного побережья Британии задолго до рубежа V—VI веков. Не были здесь обнаружены и следы разрушений, которые могли бы быть датированы V веком. На основании свидетельства Беды Достопочтенного, в своей «Церковной истории народа англов» связывавшего основание Дал Риады с вождём Ревдой, возможной датой начала колонизации Северной Британии скоттами называют II век. Предполагается, что сыновья Эрка могли быть лишь теми, кто объединил под своей властью все разрозненные до этого поселения британских скоттов. Вероятно, отнесение «Анналами Тигернаха» и «Историей народа Альбы» деятельности Фергуса I в Шотландии ко второй половине V века, было вызвано сведениями, сохранившимися в рукописях из аббатства Айона, о постройке в это время форта Дунадд — главного связующего пункта между ирландской и британской частями Дал Риады. Хотя традиционной датой основания Дал Риады считается период около 500 года, вероятно, объединение британских скоттов должно было произойти около середины V века. Возможно, этот процесс сопровождался походами ирландцев в южные земли Британии. Предполагается, что именно эти события упоминаются в датированном 446 годом письме бриттов Аэцию, в котором жители Британии просили у правителей Римской империи помощи в борьбе с «варварами».
Некоторые историки считают, что Лоарн мак Эрк никогда самостоятельно не занимал престол Дал Риады: он мог быть или соправителем Фергуса, или только владельцем находившейся на землях его семьи крепости Дунадд. Высказывается мнение и о том, что он является абсолютно легендарной персоной. Вероятно, что на известия хроник о родственных связях первых правителей Дал Риады большое влияние оказали политические реалии более позднего времени. Возможно, что в распространении этих преданий сыграла роль борьба за престол между представителями семей Кенел Габран и Кенел Лоарн в VII—VIII веках, а также взаимоотношения королей и подчинённых им племён. Первоначально же Фергус, Лоарн и Энгус были только предками-эпонимами разных переселившихся в Британию родов скоттов. Однако Фергус I, в отличие от Лоарна, рассматривается большинством современных исследователей как историческая личность, сведения о деятельности которой были сильно искажены в позднейших источниках.